# Domani torno
Domani torno è un singolo del cantante italiano Aiello, pubblicato il 2 dicembre 2022 come secondo estratto dal terzo album in studio Romantico.

## Tracce
Testi e musiche di Antonio Aiello.
1. Domani torno – 2:41